# Maxi Herber
Maxi Herber (Múnich; 8 de octubre de 1920-Garmisch-Partenkirchen; 20 de octubre de 2006) fue una patinadora artístico sobre hielo alemana, cuatro veces campeona mundial en la modalidad de parejas junto al patinador Ernst Baier, desde 1936 hasta 1939.
Maxi Herber también participó en los Juegos Olímpicos de Garmisch-Partenkirchen 1936 donde obtuvo medalla de oro, en la misma modalidad.